# Curtis Stevens
Curtis Stevens (n. 1 iunie 1898, Lake Placid, North Elba⁠(d), New York, SUA – d. 15 mai 1979, Saranac Lake⁠(d), comitatul Essex, New York, SUA) a fost un bober american, medaliat olimpic. A participat la o ediție a Jocurilor Olimpice (1932) în care a câștigat o medalie de aur.

## Participări
Lista de mai jos prezintă principalele competiții la care a participat Curtis Stevens de-a lungul carierei.
- bobsleigh at the 1932 Winter Olympics – two-man[*]